# Папірус Прісса
Папірус Прісса — папірус, датований періодом XII династії Середнього царства стародавнього Єгипту (близько 1991-1783 до н. е.). Названий на честь єгиптолога, який його виявив.

## Виявлення
Рукопис був виявлений французьким сходознавцем Емілем Пріссом у Фівах у 1856 і відтоді зберігається в Національній бібліотеці Франції в Парижі.

## Опис
Папірус містить 214 рядків ієратичним письмом на 18 сторінках. Папірус відноситься до XI—XII династій, коли ієратичне письмо переходило з вертикального до горизонтального написання.
Текст папірусу становить інтерес для оцінки моральних і етичних норм давньоєгипетського суспільства, про дотримання принципів Маат в повсякденному житті. Правильне розуміння ускладнене в силу можливої неточності копіювання початкових текстів.
Текст являє собою збірник моральних і етичних рекомендацій, настанов про правила гарного тону й поведінки у вищому суспільстві, знання яких було необхідно для успішного просування по щаблях ієрархічної драбини єгипетської бюрократії.

### Повчання Кагемні
Перші дві сторінки містять неповну версію повчань невідомого візира своїм дітям. Завдяки імені одного з них — Кагемні, текст отримав назву «Повчання Кагемні». Кагемні служив візиром при фараоні Снофру з IV династії (бл. 2575 р. до н. е.); за іншими версіями — фараона Теті або, згідно з деякими даними батька Кагемні, — фараона Хуні.
Складається з 4 повчань, короткого висновку та обірваного колофона.

### Повчання Птаххотепа
Повністю зберігся текст «Повчання Птаххотепа», написаний чаті, який служив фараону Джедкара Ісесі з V династії.